# Pilier d'Héliodoros

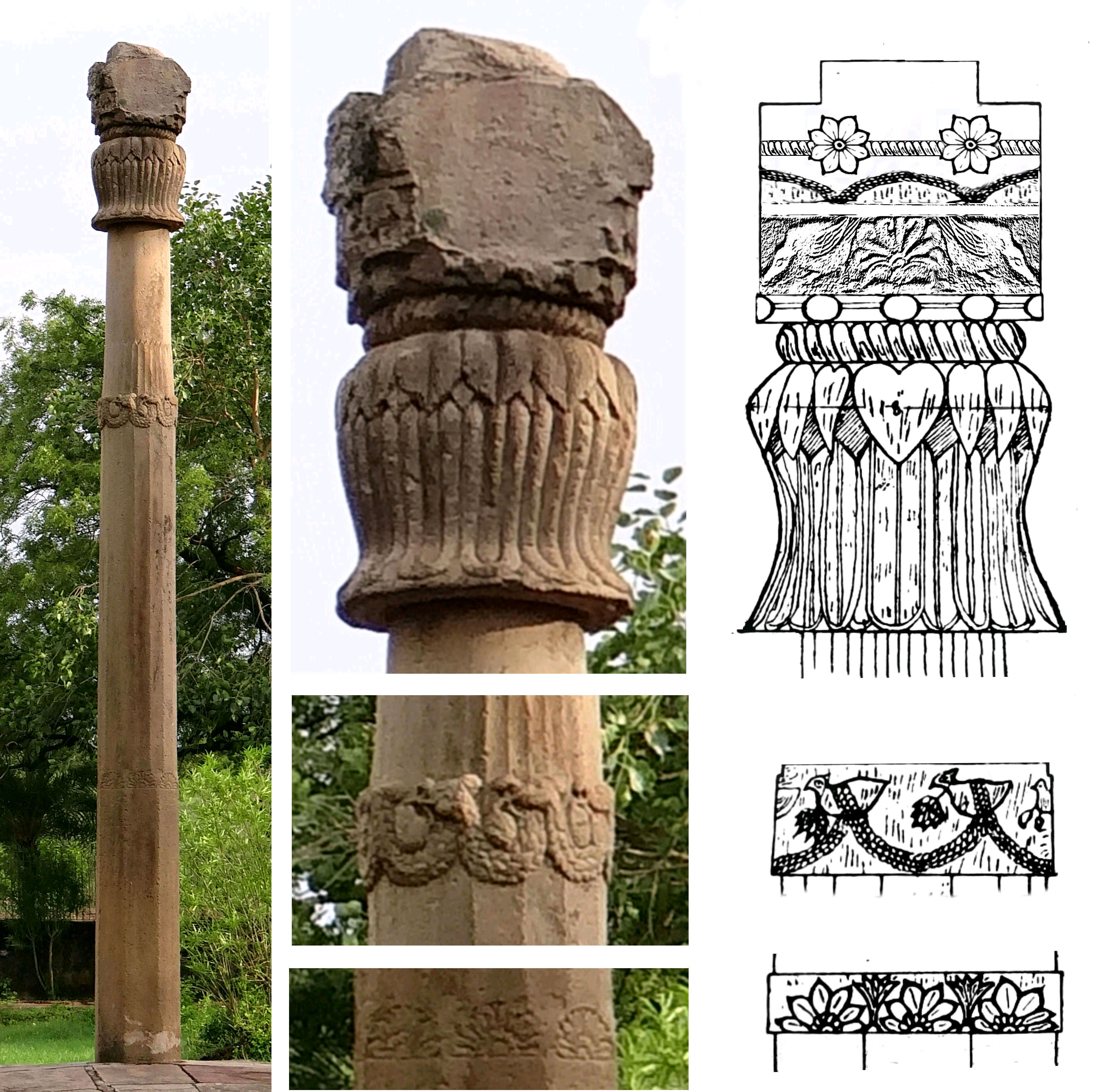
Structure et éléments décoratifs du pilier d'Héliodoros. Le piler étaient initialement surmonté d'une statue de Garuda, aujourd'hui disparue.

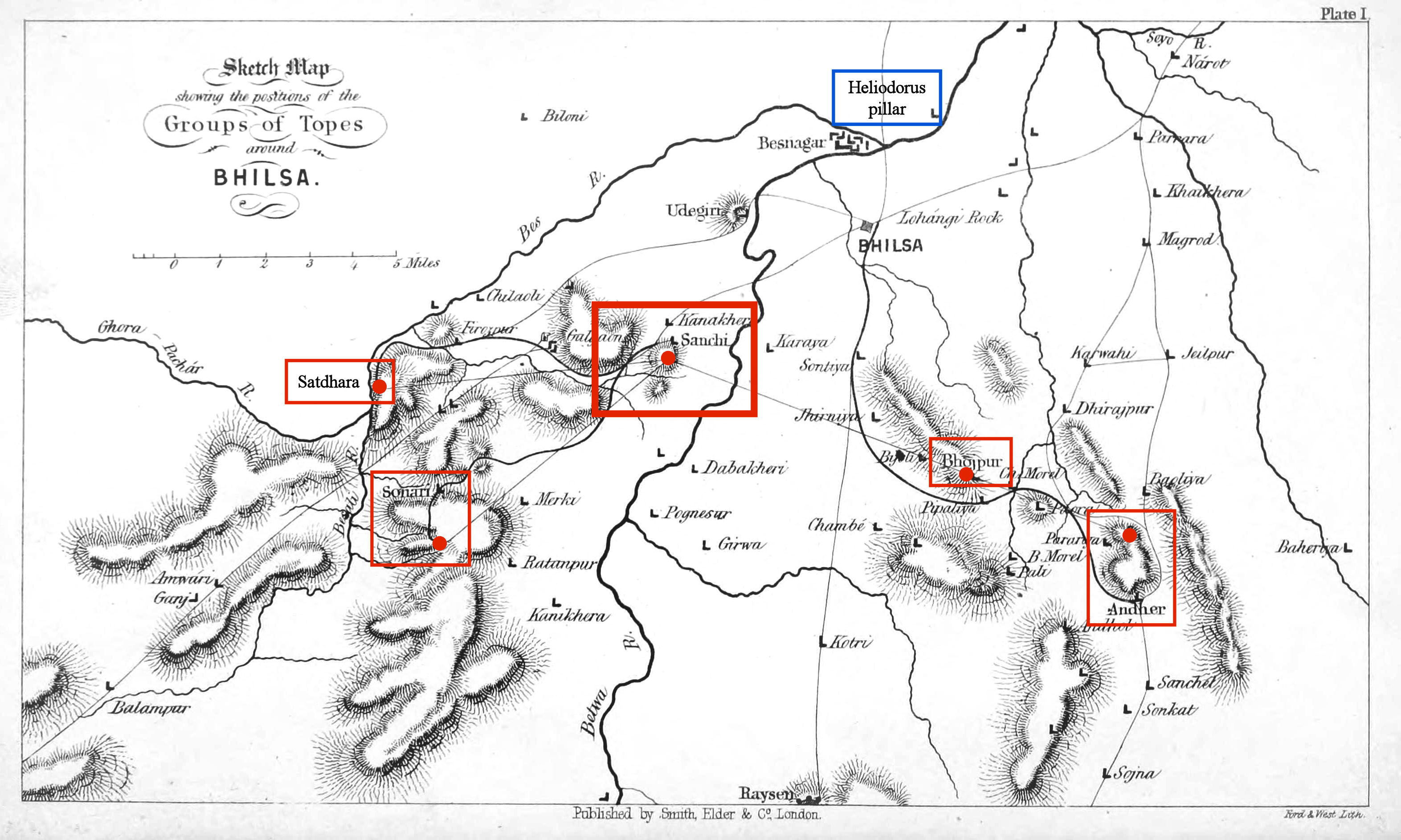
Pilier d'Héliodoros et autres monuments autour de Vidisha.

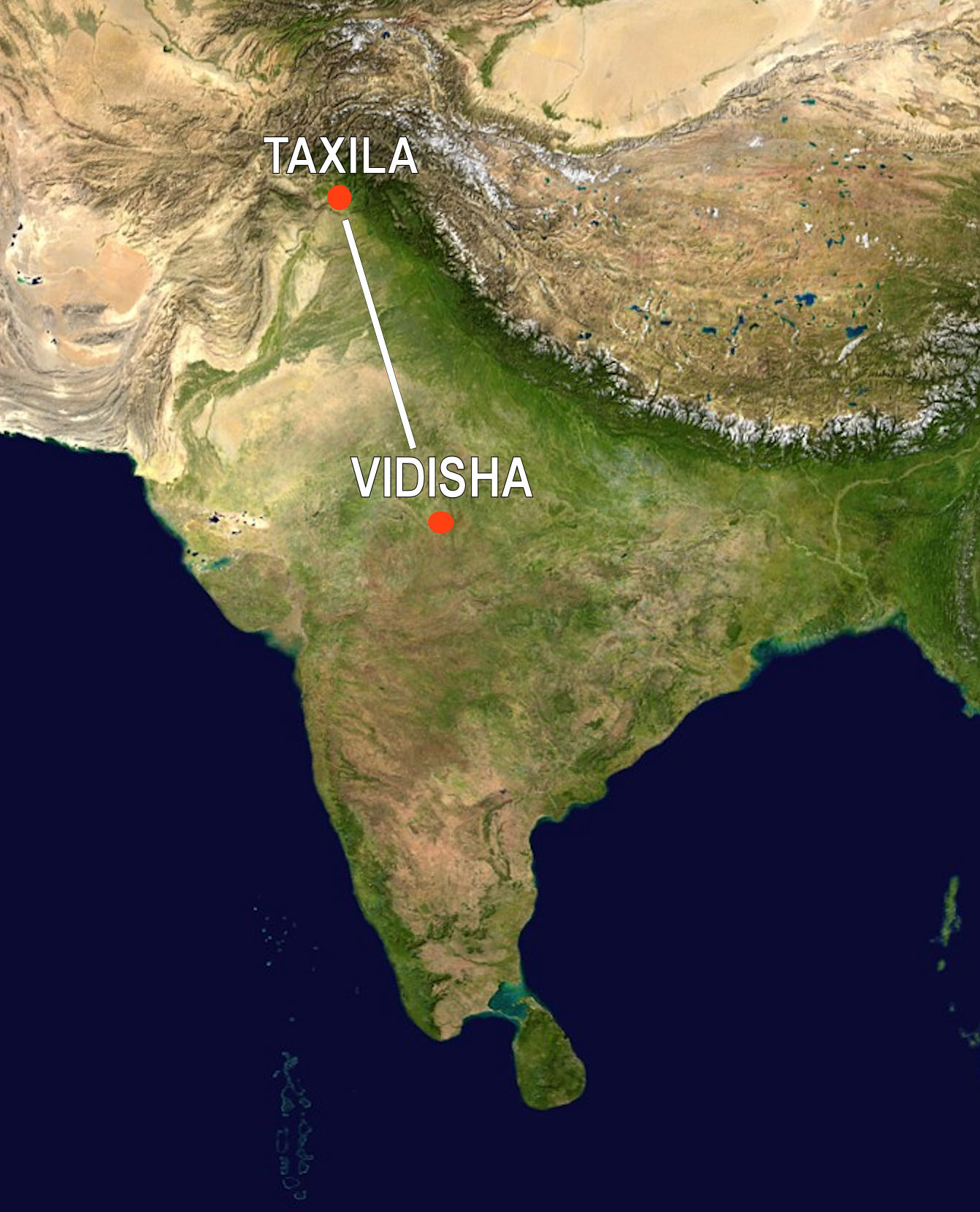
Heliodoros voyagea depuis Taxila jusqu'à Vidisha pour rendre visite à la cour du roi Shunga Bhagabhadra et y ériger le pilier.

Le pilier d'Héliodoros, plus fréquemment appelé pilier de Besnagar dans l'espace francophone, a été érigé vers 110 av. J.-C. dans le centre de l'Inde à Vidisha (ancienne Besnagar), près de Sanchi, par Héliodoros, un ambassadeur grec du roi indo-grec Antialkides à la cour du roi Shunga Bhagabhadra. Le pilier était peut-être à l'époque situé devant un temple à Vāsudeva, il était surmonté par une sculpture de Garuda. C'est le témoignage le plus ancien du Vishnouisme.

## Inscriptions
Le pilier comporte deux inscriptions. La première décrit la situation d'Héliodoros et ses relations avec les Shunga et les rois indo-grecs.
« Devadevasa Va [sude]vasa Garudadhvajo ayam

karito i[a] Heliodorena bhaga-

vatena Diyasa putrena Takhasilakena

Yonadatena agatena maharajasa

Amtalikitasa upa[m]ta samkasam-rano 

Kasiput[r]asa [Bh]agabhadrasa tratarasa

vasena [chatu]dasena rajena vadhamanasa »
"Ce pilier couronné par un Garuda a été érigé sur ordre du Bhagavata Héliodoros, le fils de Dion, homme de Taxila, ambassadeur Grec envoyé par le grand roi Antialcidas auprès du roi Bhagabhadra, fils d'une princesse de Bénarès, le sauveur, au cours de la quatorzième année de son règne prospère."
Bien que ce ne soit pas parfaitement clair, l'inscription semble se référer à Héliodoros comme un Bhagavata (sanskrit, celui qui est dévoué à Bhagavat), la plus ancienne mention de la foi hindou envers Vishnou et de son identification à Krishna
La seconde inscription est un rappel des préceptes hindous sur la manière d'obtenir le ciel.
« Trini amutapadani‹[su] anuthitani

nayamti svaga damo chago apramado »
« Trois pas (préceptes) immortels… si pratiqués mènent au ciel : le contrôle de soi, la charité et la conscience. »